# Marcha de los claveles rojos en Medellín
La Marcha de los claveles rojos en Medellín (Colombia) fue una movilización social realizada el 13 de agosto de 1987, en protesta por los asesinatos de miembros y simpatizantes de la Unión Patriótica (UP) por la Fuerza Pública (Fuerzas Militares y Policía Nacional) y paramilitares.

## Historia
Denominada Marcha por la paz, la vida y la defensa de los Derechos Humanos, también conocida como marcha de los claveles rojos, convocada por la comunidad académica de la Universidad de Antioquia como protesta ante el asesinato selectivo de miembros y simpatizantes de la UP, entre ellos dos congresistas de la Unión Patriótica (un senador y un representante). A la marcha asistieron 3000 personas.

## Consecuencias
Tras esta marcha fueron asesinados: el 14 de agosto el médico y político Pedro Luis Valencia, el 25 de agosto los defensores de Derechos Humanos Héctor Abad Gómez, Luis Felipe Vélez y Leonardo Betancur. Los cuatro líderes de la Marcha de los Claveles Rojos fueron asesinados antes de que finalizara ese mes.
En 1987 fueron asesinados además los estudiantes Edison Castaño, José Abad Sánchez, Jhon Jairo Villa, Yowaldin Cardeño y Gustavo Franco, y el profesor Darío Garrido, todos de la Universidad de Antioquia.
En 2017, se realizó otra marcha de los claveles rojos en Medellín, en Homenaje a Héctor Abad Gómez y en rechazo de los asesinatos de defensores de Derechos Humanos en Colombia.